# (5106) Mortensen
(5106) Mortensen est un astéroïde de la ceinture principale.

## Description
(5106) Mortensen est un astéroïde de la ceinture principale. Il fut découvert le 19 février 1987 à Brorfelde par Poul Jensen. Il présente une orbite caractérisée par un demi-grand axe de 3,02 UA, une excentricité de 0,12 et une inclinaison de 10,9° par rapport à l'écliptique.

## Compléments